# Rosa bellicosa
Rosa bellicosa — вид рослин з родини розових (Rosaceae); поширений у Туркменістані.

## Опис
Кущ прямостійний 1.25 м заввишки, рясно вкритий колючками. Колючки на квітконосних гілках рівні, міцні, довжиною 1.3–1.9 см, широкі біля основи, шириною 0.5–1 см, білувато-жовтуваті; на стерильних пагонах нерівні, великі та дрібні. Ніжки листків залозисто-волохаті. Прилистки вузькі, залозисто-запушені. Листки з 5–7 листочків, з обох боків сіруваті, з дуже щільними м'якими волосками, 7–15 мм завдовжки, 4–8 мм завширшки, яйцюваті. Квітки дуже блідо-рожеві (майже білі), поодинокі, 2 або 3 на коротких квітконіжках, діаметром 3.5–4 см; чашолистки лінійно-ланцетні, ≈ 1.2 см завдовжки і 4 мм завширшки. Плоди явно яйцюваті, колючі.

## Поширення
Вид описаний з Туркменістану.
Ендемік Паміро-Алаю, описаний з гірського хребта Кугитангтау